# Gymnastiek op de Middellandse Zeespelen 1951
Gymnastiek is een van de sporten die beoefend werden tijdens de Middellandse Zeespelen 1951 in Alexandrië, Egypte. Er waren acht onderdelen, alle voor mannen.

## Uitslagen
| Event         | Goud          | Zilver          | Brons           |
| ------------- | ------------- | --------------- | --------------- |
| Meerkamp team | Frankrijk     | Italië          | Egypte          |
| Meerkamp      | Raymond Dot   | Guido Figone    | Atia Aly Zaki   |
| Vloer         | Raymond Dot   | Guido Figone    | Mahmud Barzai   |
| Paard         | Raymond Dot   | Guido Figone    | Mahmud Barzai   |
| Ringen        | Raymond Dot   | Atia Aly Zaki   | Guido Figone    |
| Sprong        | Atia Aly Zaki | niet uitgereikt | niet uitgereikt |
| Brug          | Guido Figone  | Raymond Dot     | Atia Aly Zaki   |
| Rekstok       | Raymond Dot   | Guido Figone    | Ahmed Hussain   |

## Medaillespiegel
| Plaats | Land      | Goud | Zilver | Brons | Totaal |
| 1      | Frankrijk | 6    | 1      | 0     | 7      |
| 2      | Italië    | 1    | 5      | 1     | 7      |
| 3      | Egypte    | 1    | 1      | 6     | 8      |
| Totaal | Totaal    | 8    | 7      | 7     | 22     |

1951 · 1955 · 1959 · 1963 · 1967 · 1971 · 1975 · 1979 · 1983 · 1987 · 1991 · 1993 · 1997 · 2001 · 2005 · 2009 · 2013 · 2018 · 2022
Atletiek · Basketbal · Boksen · Gewichtheffen · Gymnastiek · Roeien · Schermen · Schietsport · Voetbal · Worstelen · Zwemmen